# Недеља моде у Паризу
Недеља моде у Паризу (фр. Semaine de la mode de Paris) јесте серија дизајнерских презентација које се одржавају на пола године у Паризу, Француска, са догађајима пролеће/лето и јесен/зима. Датуме одређује Француска модна федерација. Недеља моде у Паризу одржава се на местима широм града. 

## Историја
Недеља моде у Паризу је део глобалних недеља моде „The Big 4“, а остале су Недеља моде у Лондону, Миланска недеља моде и Недеља моде у Њујорку.   Распоред почиње Њујорком, затим Лондоном, па Миланом и завршава се у Паризу.
Иако је прва недеља моде одржана у Њујорку, сам догађај потиче од „салонских ревија“ („défilés de mode“ на француском, односно „модне параде“) у париским модним салонима. 
Недеља моде се састоји од недеље организованих догађаја више дизајнерских колекција. Пре него што је овај организовани догађај препознат у Њујорку, модне ревије су се одржавале у Паризу још 1700-их година. Ове ране изложбе биле су само за клијенте који купују артикле и приказиване су на луткама.  У 1800-им годинама, почело је да се приказује више комада заједно. 
Средином 1800-их госпођа Паулине вон Метерних,  аустријска принцеза и супруга амбасадора Париза, видела је једну од Вортових скица и запослила га да јој направи хаљину. Стекао је велико признање преко својих моћних клијената и отворио сопствену кућу високе моде у Паризу 1858. године, која је продавала луксузну моду женама из више класе.
Године 1868. створена је Chambre Syndicale de la Haute Couture да би поставила спецификације како би се утврдило шта чини „кућу моде“.  Група је одлучила да је одећа морала бити дефинисана као комад високе моде; израђене по мери да одговарају кориснику, ручно шивене од стране вишеструких вештих занатлија у одвојеним областима веза, шивања и перли, а могу се користити само најквалитетнији материјали. 

## Прва недеља моде у Паризу
Године 1945. Chambre Syndicale de la Haute Couture успоставила је још један скуп правила за регулисање и одређивање кућа високе моде.  Да би испунила критеријуме, кућа је морала да обезбеди да поштују ажурирана правила, а једно од њих је да у свакој сезони модна кућа мора париској штампи да представи колекцију од најмање 35 серија са дневним и вечерњим одећом.  Друга правила су укључивала најмање 20 чланова особља и да сваки дизајн мора укључивати окове и бити направљен по наруџбини за клијентелу. 

### Прва недеља моде Fédération Française de la Couture
Прва призната Недеља моде у Паризу одржана је у октобру 1973. године и организовала је Haute Couture, Ready-to-Wear и Men's Fashion у једну групну изложбу Fédération Française de la Couture. 
Догађај је био прикупљање средстава одржано у Версајској палати за обнову палате. Износ који је требало да се постигне за поправку палате процењен је на 60 милиона америчких долара.  Сакупљање средстава је покренуто јер је француска влада изјавила да не може да поднесе трошкове реновирања.  Рестаурације и реновирања укључивале су свлачионицу Марије Антоанете, дечију играоницу Луја Петнаестог и степениште које је почело да се гради 1722. године, али никада није завршено. 
Догађај је стекао велики публицитет због укључених дизајнера и добио је надимак "Битка код Версаја" због своје локације и напетости између америчких и париских дизајнера током трајања изложбе. 

## Правила модне ревије

### Забрана нула величине
Према француском закону, Недеља моде не дозвољава да присуствују моделима са индексом телесне масе нула.  

### Старосне границе
Недеља моде у Паризу забрањује моделе млађе од 18 година. Након корака које су предузели луксузни брендови као што су ЛВМХ и Керинг, наводи се да "ниједан модел млађи од 16 година неће бити ангажован да учествује на модним ревијама или фотографским сесијама које представљају одрасле." 